# Kaqavaberd
Kaqavaberd (en arménien Կաքավաբերդ), ou Tatuli Berd, Kyokhva Berd, Geghi, Kekhi, est un site arménien du marz d'Ararat constitué d'une forteresse. Au Moyen Âge, la forteresse se trouvait dans la province d'Ayrarat dans le gavar (« canton » en arménien) de Vostan. Kaqavaberd se trouve dans la réserve de Khosrov, sur la rive droite de la rivière Azat.

## Histoire
La forteresse est construite au Xe siècle sur un piton rocheux. C'est un des rares témoignages de l'architecture militaire arménienne au Moyen Âge. Actuellement, la forteresse est en ruines, mais il reste encore les murs et les tours. Les murs, d'une épaisseur de 2 à 2,5 m et d'une hauteur de 8 à 10 m, ont été construits en deux niveaux, mais la partie supérieure n'a pas résisté.    

## Étymologie
Le mot « Kaqavaberd » provient de l'arménien Kaqav (Կաքավ), qui signifie « perdrix » (en raison de leur nombre dans les environs de la forteresse), et berd (բերդ), qui signifie « fort ». Kaqavaberd est perché à 2 100 m d'altitude.